# Osoitsa
Osoitsa (bulgariska: Осоица) är ett distrikt i Bulgarien.   Det ligger i kommunen Obsjtina Gorna Malina och regionen Sofijska oblast, i den västra delen av landet, 40 km öster om huvudstaden Sofia.
I omgivningarna runt Osoitsa växer i huvudsak lövfällande lövskog. Runt Osoitsa är det ganska glesbefolkat, med 24 invånare per kvadratkilometer.